# Steve Donahue
Steve Donahue (21 maggio 1962) è un allenatore di pallacanestro statunitense.

## Palmarès
- Clair Bee Coach of the Year Award (2010)